# Librería Escarabajal
La librería Escarabajal fue un establecimiento dedicado a la edición y venta de libros situado en la calle Mayor de la ciudad española de Cartagena. El negocio fue fundado por Horacio Escarabajal en 1888, y la dirección del mismo permaneció en el seno de su familia hasta el acceso de la última propietaria, Ana Escarabajal, gerente desde 1978 hasta 2013, fecha del cierre de la librería.
A pesar de que investigadores como Antonio José del Puig piensan que Escarabajal editó libros desde poco tiempo después de su apertura, el primer ejemplar que se ha podido confirmar es Textos para el ingreso en la Escuela Naval Militar de Manuel García-Velázquez y José Antonio Barreda, que data de 1912.
Durante los últimos años de su existencia, el establecimiento se vio afectado por la crisis económica de 2008-2014, teniendo que reducir plantilla y prescindir del uso de la segunda planta, en la que se realizaban encuentros con autores y eventos relacionados con la literatura. Alarmados ante la perspectiva del entonces posible cierre, clientes, escritores e intelectuales como María Dueñas, Iván Negueruela o Santiago Posteguillo llevaron a cabo diversas iniciativas, como maratones literarios. Sin embargo, y a pesar de aquellas movilizaciones, la librería echó el cierre definitivamente el 18 de mayo de 2013. Con 126 años de historia, fue hasta el momento de su clausura la segunda librería más antigua de España.